# Boxbach
Der Boxbach (früher auch Bocksbach, mundartlich Buxboch) ist ein 5,8 km langer linker Nebenfluss der Perf im Nordwesten des Gladenbacher Berglandes auf dem Gebiet der Gemeinde Breidenbach im mittelhessischen Landkreis Marburg-Biedenkopf. 
Nach dem Bach ist die ehemalige Grube Boxbach und der den Bach querende Boxbachpfad benannt. Außerdem wird die Einzelsiedlung, bestehend aus Gasthaus und Nebengebäuden und das Tal des Baches Boxbach genannt.

## Geographie

### Verlauf
Der Boxbach entspringt an der westlichen Grenze Breidenbachs zu Bad Laasphe sowie unweit der östlichen Nahtstelle des Breidenbacher Grundes, wie der zur Perf entwässernde Nordwesten des Gladenbacher Berglandes genannt wird, zum Rothaargebirge, unmittelbar westsüdwestlich des 561,6 m hohen Hommerichskopfes.
Der Bach fließt in Richtung Nordosten und tangiert Wiesenbach südöstlich, um sich schließlich in Richtung Osten zu wenden und unmittelbar oberhalb des Perfstausees und nördlich des Kernortes Breidenbachs von links in die Perf zu münden. Vor dem Bau des Perfstausees erfolgte die Mündung etwa 400 Meter weiter nordnordöstlich, „am Städerain“.

### Zuflüsse
Der wichtigste Zufluss des Boxbach ist der weniger als 100 m oberhalb von dessen Mündung von rechts zufließende Gladenbach (genannt Gladbach), der zuvor südöstlich parallel geflossen war und den Ortsteil Kleingladenbach südsüdöstlich tangiert hatte. Mit 5,1 km Länge ist dieser nur unwesentlich kürzer, sein Einzugsgebiet nimmt mit 5,434 km² (Boxbach oberhalb: 7,79 km²) etwa 40 % des Boxbachsystems ein.
Der Gladenbach floss nicht schon immer in den Boxbach: eine Flurkarte von 1831 zeigt, dass der Gladenbach damals auf geradem Wege noch vor der Perfbrücke der B 253 in die Perf mündete, ohne zuvor in den Boxbach geflossen zu sein. Ob die Verlegung mit dem Bau der Brücke oder aus wasserbaulichen Gründen erfolgte, ist nicht bekannt.
Lokal wird der Abschnitt ab der Mündung des Gladenbachs bis zur Mündung in die Perf auch als „Wiesenbach“ bezeichnet.
Zuflüsse von der Quelle zur Mündung
- Mehlbach (links), 1,1 km
- Struthgraben[4] [GKZ 25814816] (links), 1,1 km
- Lützelbach (rechts), 1,2 km
- Gladenbach (rechts), 5,1 km, 5,43 km²